# Gnophomyia delectabilis
Gnophomyia delectabilis är en tvåvingeart som beskrevs av Alexander 1965. Gnophomyia delectabilis ingår i släktet Gnophomyia och familjen småharkrankar.
Artens utbredningsområde är Peru. Inga underarter finns listade i Catalogue of Life.